# Великанов, Василий Васильевич
Васи́лий Васи́льевич Велика́нов (25 апреля 1898, Санкт-Петербург — 29 января 1969, Алма-Ата) — советский композитор, заслуженный деятель искусств Казахской ССР (1958).

## Биография

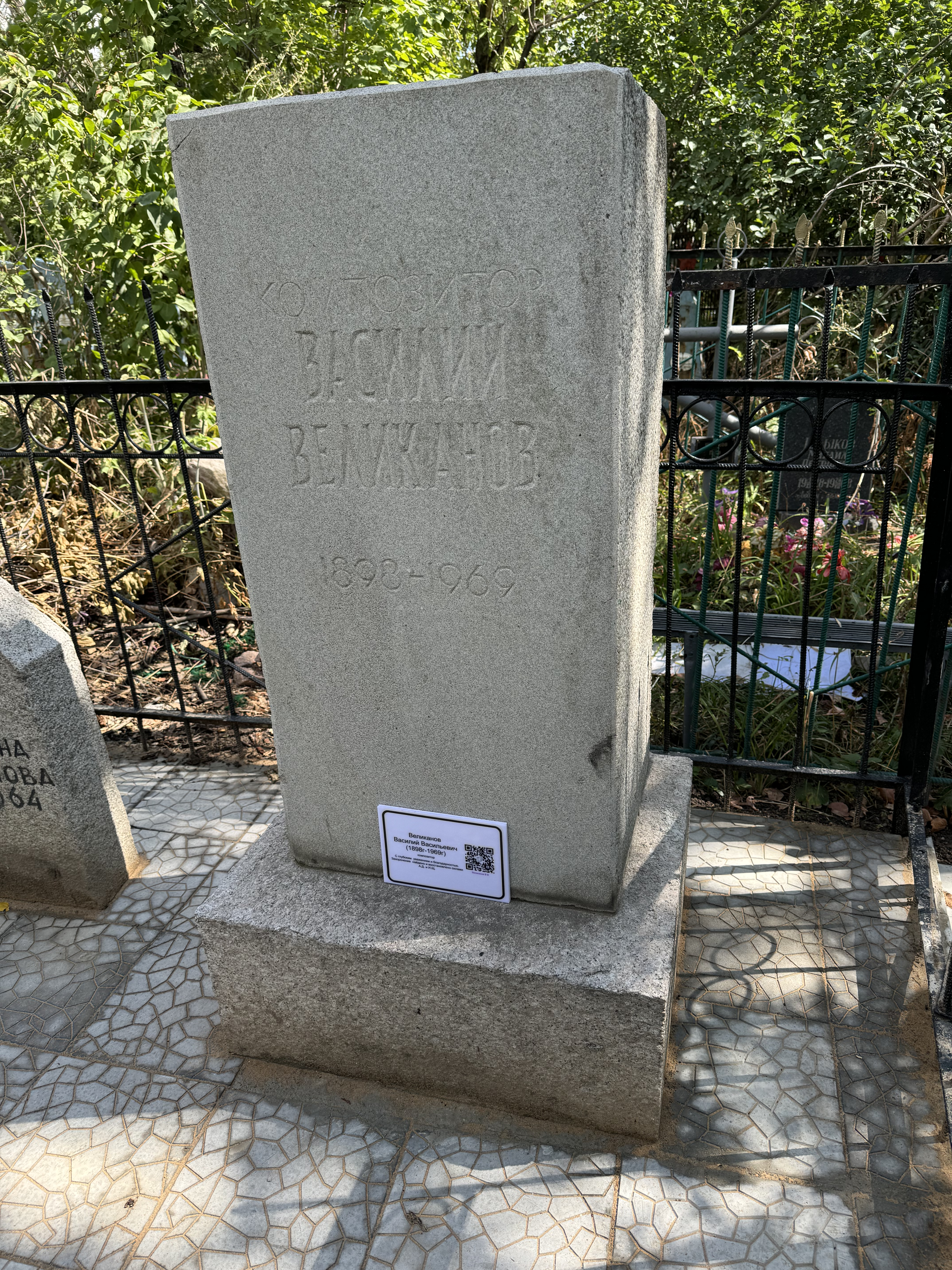
Захоронение Василия Великанова

В 1920—1936 годах работал во многих передвижных театрах Ленинграда. В 1930 году окончил Ленинградскую консерваторию по классу профессора И. С. Миклашевского и профессора В. В. Щербачёва. В 1936—1937 годах в составе музыкально-этнографической экспедиции занимался изучением народного песенного фольклора.
С 1937 года жил и работал в Казахстане в Казахском государственном академическом театре оперы и балета имени Абая. Василий Великанов был в ряду композиторов, которые заложили основу для развития казахской профессиональной музыки. Является автором национальных балетов «Калкаман и Мамыр» (1939) и «Камбар и Назым» (1950), оперы «Пленница» (1939). Создал множество симфонических, камерно-инструментальных произведений, оркестровых пьес, фантазий, песен, романсов, музыку к кинофильмам, спектаклям Казахского и Русского театров драмы. С 1951 года занимался педагогической деятельностью, в 1960 году получил звание доцента.
Скончался 29 января 1969 года, похоронен на Центральном кладбище Алматы.

## Награды
- Орден «Знак Почёта» (3 января 1959) — за выдающиеся заслуги в развитии казахского искусства и литературы и в связи с декадой казахского искусства и литературы в гор. Москве[1]
- Заслуженный деятель искусств Казахской ССР (1958)